# Microgaster scopelosomae
Microgaster scopelosomae är en stekelart som beskrevs av Muesebeck 1926. Microgaster scopelosomae ingår i släktet Microgaster och familjen bracksteklar. Inga underarter finns listade i Catalogue of Life.